# Техеда, Ельцин
Е́льцин Игна́сио Техе́да Вальве́рде (исп. Yeltsin Ignacio Tejeda Valverde; род. 17 марта 1992[…], Лимон) — коста-риканский футболист, полузащитник клуба «Эредиано» и национальной сборной Коста-Рики.
Назван в честь первого президента России Бориса Ельцина.

## Клубная карьера
В возрасте 15 лет Ельцин покинул родительский дом в Лимоне и отправился в столицу страны Сан-Хосе для занятий футболом на более высоком уровне. Профессиональную карьеру он начал в клубе «Депортиво Саприсса», его дебют состоялся 25 августа 2011 года в матче против клуба «Мунисипаль Перес-Селедон». С тех пор он стал постоянно включаться в состав «Саприссы» и стал одним из её ключевых футболистов. В сезоне 2013—2014 гг. был признан лучшим игроком турнира.
22 августа 2014 года было объявлено, что Техеда перешёл во французский клуб «Эвиан», подписав 4-летний контракт. Первый гол за «Эвиан» забил 19 сентября 2014 года в матче против «Бордо».
8 июля 2016 года Техеда перешёл в швейцарский клуб «Лозанна», подписав контракт на три сезона до июня 2019 года.
В январе 2019 года Техеда вернулся на родину, подписав контракт с клубом «Эредиано» на один год.

## Карьера в сборной
Ельцин выступал за юношескую и молодёжную сборные своей страны.
Его дебют за национальную сборную Коста-Рики состоялся 11 декабря 2011 года в товарищеском матче против сборной Кубы.
В 2013 году Техеда принял участие в составе своей сборной на Золотом кубке КОНКАКАФ.
На чемпионате мира 2014 в Бразилии вышел в первом групповом матче со стартовых минут, участвовал во всех пяти матчах своей сборной, дошедшей до четвертьфинала.
На Золотом кубке КОНКАКАФ 2017 дошёл со сборной до полуфинала.
Участвовал в чемпионате мира 2018 в России.
Был включён в состав национальной сборной на Золотой кубок КОНКАКАФ 2019.

## Достижения
Депортиво Саприсса
- Чемпион Коста-Рики: Лет. 2014
- Обладатель Кубка Коста-Рики: 2013

Сборная Коста-Рики
- Обладатель Центральноамериканского кубка: 2013